# Michael Rathje
Michael Steven Rathje, dit Mike Rathje (né le 11 mai 1974 à Mannville province de l'Alberta) est un joueur professionnel canadien de hockey sur glace.

## Carrière en club
En 1990, il commence sa carrière avec les Tigers de Medicine Hat dans la Ligue de hockey de l'Ouest. Il est repêché par les Sharks de San José en 1er ronde, 3e au total, au repêchage d'entrée dans la LNH 1992. En 1992, il passe professionnel avec les Blades de Kansas City dans la Ligue internationale de hockey. En 1993-1994, il débute avec les Sharks de San José dans la Ligue nationale de hockey. Après le lock-out 2004-2005 de la LNH, il signe en tant qu'agent libre avec les Flyers de Philadelphie le 2 août 2005. Mais à compter de sa deuxième saison avec les Flyers, il est victime de problèmes physiques récurrents au dos puis à la hanche. Il est donc inscrit sur la liste des blessés de la ligue.

## Carrière internationale
Il a représenté le Canada lors du Championnat du monde junior 1993 conclus par une médaille d'or.

## Trophées et honneurs personnels
- LHOu
  - 1991-1992 : élu dans la seconde équipe d'étoiles de l'Est.
  - 1992-1993 : élu dans la seconde équipe d'étoiles de l'Est.

## Statistiques
Pour les significations des abréviations, voir Statistiques du hockey sur glace.

### En club
| Saison     | Équipe                 | Ligue      |     | Saison régulière | Saison régulière | Saison régulière | Saison régulière | Saison régulière |   | Séries éliminatoires | Séries éliminatoires | Séries éliminatoires | Séries éliminatoires | Séries éliminatoires |
| Saison     | Équipe                 | Ligue      | PJ  | B                | A                | Pts              | Pun              | PJ               | B | A                    | Pts                  | Pun                  |                      |                      |
| 1990-1991  | Tigers de Medicine Hat | LHOu       | 64  | 1                | 16               | 17               | 28               | 12               | 0 | 4                    | 4                    | 2                    |                      |                      |
| 1991-1992  | Tigers de Medicine Hat | LHOu       | 67  | 11               | 23               | 34               | 109              | 4                | 0 | 1                    | 1                    | 2                    |                      |                      |
| 1992-1993  | Tigers de Medicine Hat | LHOu       | 57  | 12               | 37               | 49               | 103              | 10               | 3 | 3                    | 6                    | 12                   |                      |                      |
| 1992-1993  | Blades de Kansas City  | LIH        | -   | -                | -                | -                | -                | 5                | 0 | 0                    | 0                    | 12                   |                      |                      |
| 1993-1994  | Blades de Kansas City  | LIH        | 6   | 0                | 2                | 2                | 0                | -                | - | -                    | -                    | -                    |                      |                      |
| 1993-1994  | Sharks de San José     | LNH        | 47  | 1                | 9                | 10               | 59               | 1                | 0 | 0                    | 0                    | 0                    |                      |                      |
| 1994-1995  | Sharks de San José     | LNH        | 42  | 2                | 7                | 9                | 29               | 11               | 5 | 2                    | 7                    | 4                    |                      |                      |
| 1994-1995  | Blades de Kansas City  | LIH        | 6   | 0                | 1                | 1                | 7                | -                | - | -                    | -                    | -                    |                      |                      |
| 1995-1996  | Blades de Kansas City  | LIH        | 36  | 6                | 11               | 17               | 34               | -                | - | -                    | -                    | -                    |                      |                      |
| 1995-1996  | Sharks de San José     | LNH        | 27  | 0                | 7                | 7                | 14               | -                | - | -                    | -                    | -                    |                      |                      |
| 1996-1997  | Sharks de San José     | LNH        | 31  | 0                | 8                | 8                | 21               | -                | - | -                    | -                    | -                    |                      |                      |
| 1997-1998  | Sharks de San José     | LNH        | 81  | 3                | 12               | 15               | 59               | 6                | 1 | 0                    | 1                    | 6                    |                      |                      |
| 1998-1999  | Sharks de San José     | LNH        | 82  | 5                | 9                | 14               | 36               | 6                | 0 | 0                    | 0                    | 4                    |                      |                      |
| 1999-2000  | Sharks de San José     | LNH        | 66  | 2                | 14               | 16               | 31               | 12               | 1 | 3                    | 4                    | 8                    |                      |                      |
| 2000-2001  | Sharks de San José     | LNH        | 81  | 0                | 11               | 11               | 48               | 6                | 0 | 1                    | 1                    | 4                    |                      |                      |
| 2001-2002  | Sharks de San José     | LNH        | 52  | 5                | 12               | 17               | 48               | 12               | 1 | 3                    | 4                    | 6                    |                      |                      |
| 2002-2003  | Sharks de San José     | LNH        | 82  | 7                | 22               | 29               | 48               | -                | - | -                    | -                    | -                    |                      |                      |
| 2003-2004  | Sharks de San José     | LNH        | 80  | 2                | 17               | 19               | 46               | 17               | 1 | 5                    | 6                    | 13                   |                      |                      |
| 2005-2006  | Flyers de Philadelphie | LNH        | 79  | 3                | 21               | 24               | 46               | 6                | 0 | 0                    | 0                    | 6                    |                      |                      |
| 2006-2007  | Flyers de Philadelphie | LNH        | 18  | 0                | 1                | 1                | 6                | -                | - | -                    | -                    | -                    |                      |                      |
| Totaux LNH | Totaux LNH             | Totaux LNH | 768 | 30               | 150              | 180              | 491              | 77               | 9 | 14                   | 23                   | 51                   |                      |                      |

### En équipe nationale
| Année | Équipe | Compétition                 |   | PJ | B | A | Pts | Pun           |  | Résultat |
| 1993  | Canada | Championnat du monde junior | 7 | 2  | 2 | 4 | 12  | Médaille d'or |  |          |